# Довічний сенатор (Італія)
Довічний сенатор — почесна посада в італійському Сенаті.

## Опис
Відповідно до конституції Італії, отримати довічну сенаторську посаду можуть колишні Президенти Італії. Окрім того, президент країни може надати цю посаду п'ятьом громадянам, які «прославили Батьківщину видатними заслугами в галузі суспільної діяльності, науки, мистецтва й літератури».

## Список довічних сенаторів
Жирним шрифтом позначено п'ятьох нині чинних довічних сенаторів.
- Клаудіо Аббадо
- Джуліо Андреотті
- Джованні Аньєллі
- Карло Бо
- Норберто Боббіо
- Лео Валіані
- Вітторіо Валлетта
- Джованні Гронкі
- Франческо де Мартіно
- Енріко де Нікола
- Гаетано де Санктіс
- Едуардо Де Філіппо
- Умберто Дзанотті Б'янко
- Луїджі Ейнауді
- П'єтро Каноніка
- Гвідо Кастельнуово
- Елена Каттанео
- Еміліо Коломбо
- Франческо Коссіґа
- Рита Леві-Монтальчині
- Джованні Леоне
- Маріо Луці
- Чезаре Мерцагора
- Еудженіо Монтале
- Маріо Монті
- Джорджо Наполітано
- П'єтро Ненні
- Джузеппе Параторе
- Ферруччо Паррі
- Алессандро Пертіні
- Ренцо Піано
- Серджо Пінінфаріна
- Камілла Равера
- Карло Руббіа
- Меуччіо Руїні
- Карло Альберто Салустрі, поетичний псевдонім Trilussa
- Джузеппе Сарагат
- Антоніо Сеньї
- Оскар Луїджі Скальфаро
- Джованні Спадоліні
- Луїджі Стурцо
- Паоло Еміліо Тавіані
- Артуро Тосканіні[1]
- Амінторе Фанфані
- Карло Адзеліо Чампі
- Паскуале Янакконе